# Nils Bech
Nils Bech (* 1981) ist ein norwegischer Sänger und Songwriter. Er wurde bekannt durch experimentelle Musik und seine Interpretation des Weihnachtslieds O helga natt.

## Leben
Bech wuchs in Vikersund in der Kommune Modum auf. Im Alter von zehn Jahren begann er mit klassischer Musik und wollte Opernsänger werden. Er studierte ein Jahr lang klassischen Gesang, bevor er im Alter von 21 Jahren die klassische Musik aufgab, um in anderen Musikstilen tätig zu werden. In den 2000er-Jahren sang Bech in der Elektroband Snuten, bevor er als Solokünstler zu arbeiten begann. Bech trat vor allem bei Kunstevents in Museen und anderen Institutionen auf. So spielte er im New Museum of Contemporary Art in New York City und im Institute of Contemporary Arts in London. Im Jahr 2010 veröffentlichte er mit Look Back sein Debütalbum als Solokünstler. Das bei Kritikern weitgehend positiv aufgenommene Album Look Inside folgte 2012. Im selben Jahr erhielt er ein zweijähriges staatliches Stipendium für junge Künstler. Im Jahr 2013 trat er beim Øyafestivalen auf.
Bech gab 2016 das Album Echo heraus, für das er beim Musikpreis Spellemannprisen 2016 in der Kategorie „Elektronika“ nominiert wurde. Im selben Jahr war er in der dritten Staffel der Serie Skam zu sehen. Dort sang Bech in einer Szene das Lied O helga natt, ein schwedisches Weihnachtslied. Die Szene wurde anschließend unter anderem in Medien besprochen und das Lied konnte sich in den norwegischen Musikcharts platzieren. Zuvor war Bechs Song Waiting bereits für den Staffel-Trailer der Serie verwendet worden.
Im Jahr 2020 gab er das Album Foolish Heart heraus. Für das Werk wurde er beim Spellemannprisen 2020 in der „Indie“-Kategorie nominiert. Im Januar 2022 veröffentlichte er die norwegischsprachige Single Jeg elsker han (deutsch Ich liebe ihn). Es entstand zum Gedenken an das 50-jährige Jubiläum der Entkriminalisierung von Sex zwischen Männern in Norwegen. In der Zeitung Verdens Gang wurde das Lied als „dichter am sogenannten radiofreundlichen Pop“ bezeichnet als seine vorherigen Werke. Im September 2023 gab Bech das gleichnamige Album Jeg elsker han heraus. Das Album enthält mehrere Duette, unter anderem mit Frida Ånnevik und Bjørn Eidsvåg. Wie bereits in der Single Jeg elsker han handeln auch die weiteren Lieder des Werks durch die Wahl der Pronomen teils explizit von gleichgeschlechtlicher Liebe.

## Stil
Bech vermischt in seiner Musik Genres wie Oper, Techno und Pop. Er wird als „Performancekünstler“ und seine Musik als experimentell und konzeptuell beschrieben. In seinen Auftritten verbindet er Theater, Tanz und Gesang. Seine englische Aussprache wurde des Öfteren hervorgehoben, da er mit untypischem Akzent singt. Bech selbst erklärte, dass er diesen nicht ändern wolle.

## Auszeichnungen
Spellemannprisen
- 2016: Nominierung in der Kategorie „Elektronika“ (für Echo)
- 2020: Nominierung in der Kategorie „Indie/Alternativ“ (für Foolish Heart)

## Diskografie

### Alben
- 2010: Look Back
- 2012: Look Inside
- 2014: One Year
- 2016: Echo
- 2020: Foolish Heart
- 2023: Jeg elsker han

### Singles
| Jahr | Titel Album    | Höchstplatzierung, Gesamtwochen, AuszeichnungChartsChartplatzierungen (Jahr, Titel, Album, Platzierungen, Wochen, Auszeichnungen, Anmerkungen) | Anmerkungen |
| Jahr | Titel Album    | NO | Anmerkungen |
| ---- | -------------- | --- | ----------- |
| 2016 | O Helga Natt – | NO24 (4 Wo.)NO |             |

Weitere Singles
- 2010: Drunk Love
- 2012: When You Looked at Me
- 2014: Trip Abroad
- 2016: Waiting
- 2016: Please Stay
- 2016: Glimpse of Hope
- 2017: A Sudden Sickness
- 2017: Apart
- 2020: Why
- 2019: Foolish Heart
- 2021: Relay (mit Lokoy)
- 2022: Jeg elsker han
- 2022: Ny fyr (mit Kristian Kristensen)
- 2022: Ceval (mit OMVR)
- 2022: Touch (mit Dutty Dior)